# Welsh League Cup 2021-2022
La Welsh League Cup 2021-22, nota anche come Nathaniel MG Cup per ragioni di sponsorizzazione, è stata la 30ª edizione di questo torneo, iniziata il 16 luglio 2021 e terminata il 6 febbraio 2022. Il Connah's Q.N., squadra campione in carica, si è riconfermata conquistando il trofeo per la terza volta nella sua storia.

## Primo turno
Disputano il primo turno 28 squadre: 11 dal Cymru North, 12 dal Cymru South e 1 che ha ottenuto la wildcard (Newport County). Il sorteggio è stato effettuato il 24 giugno 2021.
| Squadra 1           | Risultato       | Squadra 2          |
| ------------------- | --------------- | ------------------ |
| 16 luglio 2021      |                 |                    |
| Bangor City         | 4 − 0           | Holyhead Town      |
| Briton Ferry        | 2 − 2 (3-4 dtr) | Pontypridd         |
| Llandudno           | 3 − 3 (3-0 dtr) | Denbigh Town       |
| Llanelli Town       | 5 − 0           | Newport County     |
| 17 luglio 2021      |                 |                    |
| Airbus UK Broughton | 1 − 1 (6-5 dtr) | Guilsfield         |
| Cambrian & Clydach  | 4 − 1           | Carmarthen Town    |
| Cwmbran Celtic      | 3 − 0           | Afan Lido          |
| Holywell Town       | 2 − 1           | Colwyn Bay         |
| Llangefni Town      | 1 − 2           | Prestatyn Town     |
| Llanidloes Town     | 2 − 3           | Gresford Athletic  |
| Llanrhaeadr         | 1 − 4           | Penrhyncoch        |
| Llantwit Major      | 3 − 3 (2-4 dtr) | Risca Utd          |
| Port Talbot Town    | w/o             | Swansea University |
| Trefelin            | 2 − 0           | Taff's Well        |

## Secondo turno
Disputano il primo turno 32 squadre: 14 vincitrici del primo turno, 3 dal Cymru North, 3 dal Cymru South e 12 della Cymru Premier. Il sorteggio è stato effettuato il 21 luglio 2021.
| Squadra 1            | Risultato       | Squadra 2                       |
| -------------------- | --------------- | ------------------------------- |
| 6 agosto 2021        |                 |                                 |
| Ruthin Town          | 0 − 3           | Caernarfon Town                 |
| Undy Athletic        | 1 − 1 (5-3 dtr) | Swansea University              |
| Airbus UK Broughton  | 3 − 2           | Buckley Town                    |
| Ammanford            | 0 − 4           | Cardiff Metropolitan University |
| Connah's Q.N.        | 2 − 0           | Llandudno                       |
| Conwy Borough        | 1 − 3           | Holywell Town                   |
| Prestatyn Town       | 3 − 0           | Cefn Druids                     |
| Aberystwyth Town     | 1 − 1 (5-4 dtr) | Penybont                        |
| 7 agosto 2021        |                 |                                 |
| Barry Town           | 5 − 0           | Llanelli Town                   |
| Cambrian & Clydach   | 2 − 4           | Newtown                         |
| Cwmbran Celtic       | 1 − 2           | Pontypridd                      |
| Flint Town Utd       | 1 − 1 (1-3 dtr) | Bala Town                       |
| Gresford Athletic    | 0 − 1           | Bangor City                     |
| Haverfordwest County | 3 − 0           | Goytre Utd                      |
| Penrhyncoch          | 2 − 1           | The New Saints                  |
| Trefelin             | 2 − 0           | Risca Utd                       |

## Terzo turno
Il sorteggio è stato effettuato l'11 luglio 2021.
| Squadra 1            | Risultato       | Squadra 2                       |
| -------------------- | --------------- | ------------------------------- |
| 21 settembre 2021    |                 |                                 |
| Bangor City          | 0 − 0 (7-8 dtr) | Bala Town                       |
| Barry Town           | 3 − 0           | Trefelin                        |
| Connah's Q.N.        | 6 − 3           | Airbus UK Broughton             |
| Haverfordwest County | 5 − 0           | Undy Athletic                   |
| Newtown              | 5 − 0           | Caernarfon Town                 |
| Prestatyn Town       | 3 − 4           | Holywell Town                   |
| Aberystwyth Town     | 2 − 5           | Cardiff Metropolitan University |
| 22 settembre 2021    |                 |                                 |
| Penrhyncoch          | 1 − 3           | Pontypridd                      |

## Quarti di finale
Il sorteggio è stato effettuato il 23 settembre 2021.
| Squadra 1            | Risultato | Squadra 2                       |
| -------------------- | --------- | ------------------------------- |
| 26 ottobre 2021      |           |                                 |
| Bala Town            | 3 − 1     | Newtown                         |
| Barry Town           | 7 − 1     | Pontypridd                      |
| Connah's Q.N.        | 4 − 0     | Holywell Town                   |
| Haverfordwest County | 0 − 2     | Cardiff Metropolitan University |

## Semifinali
Il sorteggio è stato effettuato il 27 ottobre 2021.
| Squadra 1                       | Risultato | Squadra 2     |
| ------------------------------- | --------- | ------------- |
| 26 novembre 2021                |           |               |
| Bala Town                       | 1 − 4     | Connah's Q.N. |
| 27 novembre 2021                |           |               |
| Cardiff Metropolitan University | 3 − 2     | Barry Town    |

## Finale
| Arbitro: | Dean John |

|                                                                                      |                       |                                                                                         |
| E. Evans Craven McCarthy Warman Lewis Price Baker Jones Chubb J. Evans Lang E. Evans | Tiri di rigore 9 – 10 | Morris Eardley Owens Insall Edwards Curran Horan Holmes Poole Paulo Mendes Byrne Morris |